# Rab Mária-forrás
A Rab Mária-forrás Veszprém vármegyében található, Veszprémtől három kilométerre, a jutasi erdőben.

## Története
Története az 1920-as évek elejére nyúlik vissza. A számos legenda közül a leghitelesebbnek látszó szerint egy leányt (N. Mária) hiányos és téves tanúvallomások alapján – gyilkosság vádjával – életfogytiglani fegyházra ítéltek. A veszprémi rabkertészetben dolgoztatták, s ő hordta a vizet a közeli forrásról rabtársainak. Itt gyakran imádkozott a Szűz Máriához, hogy fény derüljön ártatlanságára. Ez rövidesen be is következett, s felmentették. Mivel nem tudta másként leróni háláját, a fogságban töltött nehéz napok emlékére megfestette a Szűzanyához való könyörgését, a képet pedig a jelenlegi kegyhelyen egy fára akasztotta.
A két világháború között egyre többen keresték fel a Rab Mária néven ismertté vált helyet, amelynél kisebb-nagyobb képekkel, emléktárgyakkal juttatták kifejezésre hálájukat. 1929-ben rendszeres zarándoklatokat tartottak a forrásvizek mellett található kegyhelyhez, s egy idő után kultusz alakult ki körülötte, sokáig azonban senki sem volt, aki felvállalta volna a gondozását. Ezt a szerepet vették át 1937-től a Magyar Királyi Veszprém-Jutasi Honvéd Altisztképző Intézet növendékei, egészen 1944 végéig. Nekik köszönhetően a forrás 1941-ben újjáépült, az átalakított helyet Kisasszony napján (szeptember 8-án) szentelték fel. Egy kis hídnál fára erősített Mária-szobor is látható volt, alatta pedig a történelmi Magyarország térképe fából kifaragva, amelyet az altisztképző növendékei ajándékoztak.
A kommunista időszakban a forrás körüli műtárgyakat teljesen lerombolták, ma már csak fényképek tanúskodnak az egykori szobrokról, hálaadó táblákról, kőkeresztről, lépcsőről és a többi tárgyról. Az emlékhely körüli hagyományápolás 2009-ben kezdett újjáéledni.